# Дымченко, Николай Викторович
Никола́й Ви́кторович Ды́мченко (2 декабря 1970, город Тирасполь, МССР) — приднестровский культуролог, краевед, публицист, общественный деятель. Кандидат культурологических наук, заведующий кафедрой общих гуманитарных и социально-экономических дисциплин — НОУ ВППО «Тираспольский межрегиональный университет», директор Центра исследования духовного и культурно-исторического наследия Приднестровья, заместитель председателя Общества историков-архивистов Приднестровья, ответственный секретарь Международной ассоциации работников культуры и искусства. Заслуженный работник культуры ПМР, член Союза журналистов Приднестровья. Советник Архиепископа Тираспольского и Дубоссарского Саввы по вопросам культуры, сопредседатель епархиального  общественного совета по культуре.

## Биография
Николай Дымченко родился 2 декабря 1970 года в городе Тирасполь, где проживает по настоящее время.

### Образование
В 1991 году с отличием окончил факультет культурно-просветительной работы Молдавского государственного института искусств, а в 1997 году с отличием окончил исторический факультет Приднестровского государственного университета им. Т. Г. Шевченко. В 2008 получил третье высшее образование в Московском универсальном институте инновационных технологий на юридическом факультете. В 2009 году в Киевском национальном университете культуры и искусств защитил диссертацию на соискание ученой степени «кандидат культурологии».

### Трудовая деятельность
Первым местом работы в 1986 году стал Тираспольский Дворец культуры, а с 1991 года работал в отделе культуры Тираспольского горисполкома, где занимал должности от старшего методиста до и. о. начальника управления культуры. С 2003 по 2005 год занимал должность помощника министра — руководителя пресс-службы министерства просвещения ПМР. С 2005 года заведует кафедрой гуманитарных дисциплин Тираспольского филиала Московского института предпринимательства и права, а с 2010 по 2012 год по совместительству возглавлял кафедру русской и зарубежной литературы института языка и литературы ПГУ им. Т. Г. Шевченко. В конце 2007 года был учредителем Центра исследования культурно-исторического и духовного наследия Приднестровья. В 2008 году по его инициативе был создан общественный экспертно-консультативный совет по вопросам культуры при профильном комитете Верховного Совета ПМР, а в 2011 году — Общественный совет по культуре при Тираспольско-Дубоссарской епархии. Также с 2008 года является учредителем и главным редактором альманаха «Приднестровское наследие». В мае 2013 года был включен в художественный совет при Правительстве Приднестровской Молдавской Республики по рассмотрению вопросов архитектурно-художественной среды городов и районов Приднестровской Молдавской Республики.
В 2023 году занял первое место в V Международном конкурсе краеведов, работающих с молодёжью.

## Публикации
Является автором 6 книг, 26 брошюр по истории, культуре и искусству Приднестровья.
- 1998 год — альманах «Вопросы истории и культуры»[5]
- 2004 год — «Страницы культуры Приднестровья»[1].
- 2010 год — «Очерки православной истории и культуры Приднестровья» и «Культурное пространство Приднестровья: истоки, реалии, тенденции» (в соавторстве)[1][10].
- 2011 год — монография «Культурно-просветительная деятельность в поликультурном пространстве Приднестровской Молдавской Республики; организация, динамика, тенденции.1990-2005».
- 2018 год — «Грани приднестровской культуры»[11]

Соавтор шеститомного издания «История литературы Приднестровья».
Статья в вестнике РГТЭУ: «Россия и Приднестровье: геополитические интересы и культурно-образовательные контакты»

## Награды и звания
Государственные и ведомственные награды России
- Медаль Пушкина (17 января 2012 года, Россия) — за большой вклад в развитие культурных связей с Российской Федерацией, сохранение русского языка и культуры за рубежом[13][14]
- Благодарность министра культуры России А. А. Авдеева[5]
- Диплом в номинации «Подвижник» Российской национальной премии «Культурное наследие»[15][16]

Государственные и ведомственные награды ПМР
- Орден «За заслуги II степени» (2020)[17]
- Нагрудный знак Министерства иностранных дел ПМР «За вклад в развитие международных связей»[18]
- Юбилейная медаль «Десять лет Приднестровской Молдавской Республике»[19]
- Заслуженный работник культуры ПМР
- Юбилейная медаль «15 лет Приднестровской Молдавской Республике»[20]
- Медаль «За трудовую доблесть» (ПМР)
- Благодарственное письмо Президента ПМР[21]
- Медаль «Участнику миротворческой операции в Приднестровье»[22]
- Грамота Верховного совета ПМР (февраль 2015)[23]
- Почётная грамота Правительства ПМР[24]
- Орден Почёта (май 2017)[25]
- Юбилейная медаль «25 лет Верховному Совету ПМР» (январь 2018)[11]
- Юбилейная медаль «25 лет Приднестровской Молдавской Республике»[26]
- Нагрудный знак «За заслуги перед обществом» III степени[27]
- Юбилейная медаль «30 лет Приднестровской Молдавской Республике»[28]
- Лауреат Государственной премии ПМР (2024)[29]

Дома Романовых
- Императорский Орден Святого Станислава[30]
- Медаль «Юбилей Всенародного Подвига. 1613—2013»

Иные
- Памятная медаль к 300-летию М. В. Ломоносова[10]
- Медаль «За верность Долгу и Отечеству»[31]
- Общественная медаль «100 лет начала перовой мировой войны» (2015)[23]

Конфессиональные награды
- Патриарший знак «За труды по духовно-нравственному просвещению»[32]
- Медаль Покрова Божьей Матери Тираспольско-Дубоссарской епархии[4]
- Орден «Святителя Иннокентия Московского» 3 степени[1]
- Орден «Преподобного Паисия Величковского» 2 степени[1]
- Медаль «Преподобного Сергия Радонежского»[1]
- Медаль «Святителя Макария»[1]
- Медаль «Преподобного Паисия»[1]
- Юбилейная медаль «100-летие восстановления Патриаршества в Русской Православной Церкви»[33]